# Qaarusuk
Qaarusuk [ˈqɑːʁusuk] (nach alter Rechtschreibung K'ârusuk) ist eine wüst gefallene grönländische Siedlung im Distrikt Nuuk in der Kommuneqarfik Sermersooq.

## Lage
Qaarusuk liegt an der Südküste der Insel Qoornup Qeqertarsua (Bjørneøen). Vor Qaarusuk verläuft der Qaarusuup Imaa, der den Nuup Kangerlua mit dem Qoornup Sullua verbindet sowie Qoornup Qeqertarsua von Sermitsiaq (Sadelø) trennt. Der nächstgelegene Ort ist Nuuk 27 km südwestlich.

## Geschichte
Qaarusuk wurde erstmals 1777 erwähnt. Ab 1911 gehörte Qaarusuk zur Gemeinde Godthaab. 1918 lebten zwölf Personen in einem einzigen Haus am Wohnplatz, darunter sechs Jäger und ein Fischer, die von der Jagd auf Weißwale, Robben und Füchse und im Winter vom Fischfang lebten. Die Einwohnerzahl stieg in den 1920er Jahren vermutlich etwas, aber 1929 wurde Qaarusuk aufgegeben.